# Dekanat Staszów
Dekanat Staszów – jeden z 25 dekanatów w rzymskokatolickiej diecezji sandomierskiej.

## Parafie
W skład dekanatu wchodzi 9 parafii:
- parafia Świętej Trójcy – Bogoria
- parafia św. Mikołaja – Kiełczyna
- parafia św. Jakuba Starszego – Kotuszów
- parafia Wniebowzięcia NMP i św. Augustyna – Kurozwęki
- parafia św. Andrzeja Boboli – Niemirów
- parafia św. Maksymiliana Kolbego – Rytwiany
- parafia św. Barbary – Staszów
- parafia św. Bartłomieja – Staszów
- parafia Przemienienia Pańskiego i Świętego Ducha – Wiśniowa Poduchowna

Na terenie dekanatu istnieje 1 kościół rektoralny:
- kościół rektoralny Zwiastowania NMP – Rytwiany

## Sąsiednie dekanaty
Chmielnik (diec. kielecka), Klimontów, Koprzywnica, Opatów, Połaniec, Święty Krzyż.